# Petrochelidon perdita
Petrochelidon perdita é uma espécie de ave da família Hirundinidae.
É possivelmente endémica do Sudão.